# サイス
座標: 北緯30度57分53秒 東経30度46分6秒 / 北緯30.96472度 東経30.76833度

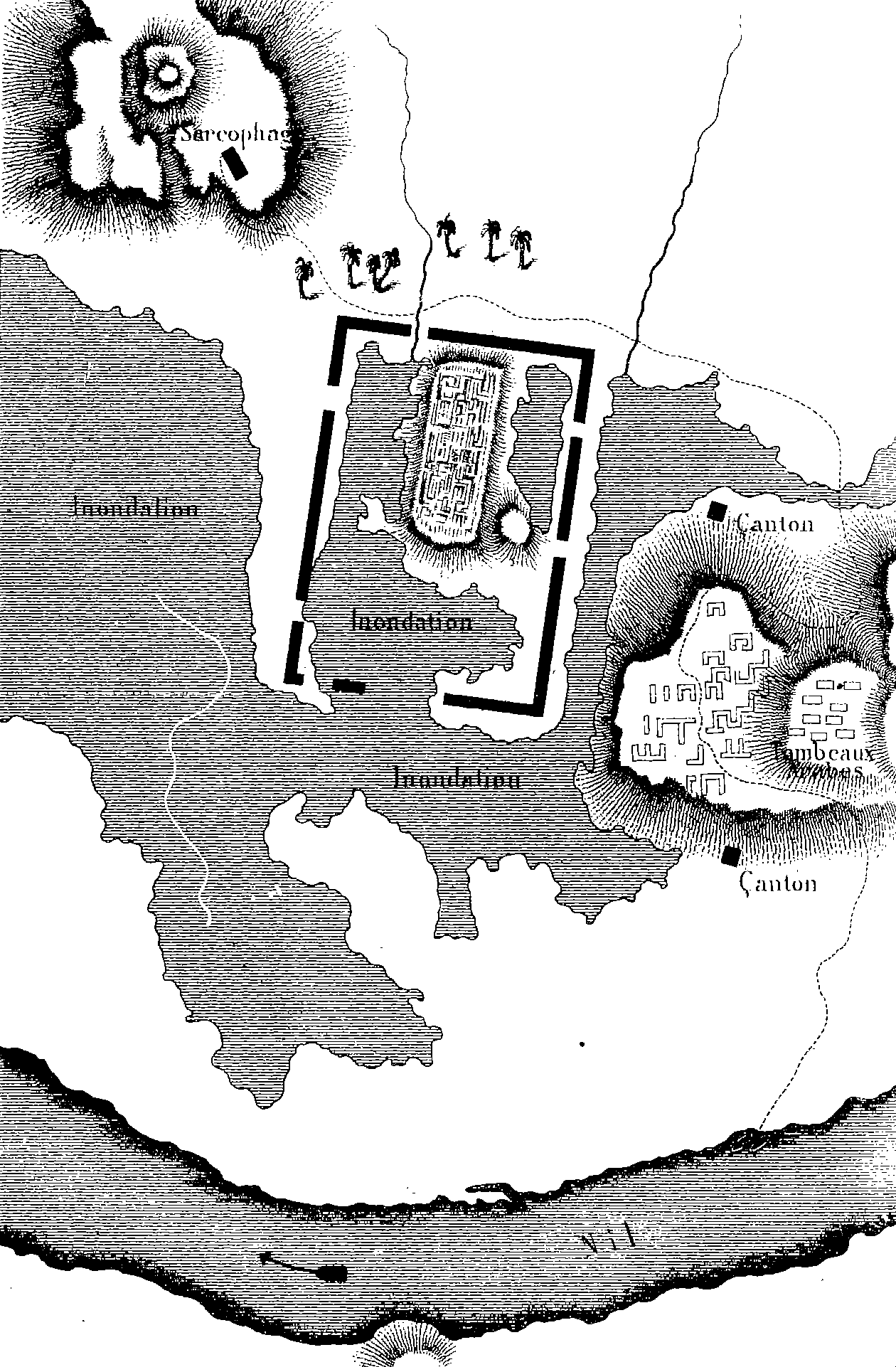
サイス遺跡の地図。1828年、ジャン＝フランソワ・シャンポリオンが遠征中に作成

サイス（古代ギリシア語: Σάϊς、Sais）は古代エジプトの町で、ナイル川河口付近の三角州西側に位置していた。
下エジプト第5ノモスの都で、エジプト第24王朝（紀元前782年 - 紀元前720年）とエジプト第26王朝（紀元前664年 - 紀元前525年）では首都とされた。
古代エジプトではサウ（Sau）と呼ばれていた。現在はサ・エル＝ハガル（Sa el-Hagar）と呼ばれている。
ヘロドトスは、サイスにオシリスの墓があると記している。セトに殺され、バラバラにされたオシリスの遺体がサイスのそばにある湖に投げ込まれたという。
女神ネイトが守護神であり、その信仰は第1王朝のころから存在していた。
ヘロドトス、プラトン、シケリアのディオドロスといったギリシア人がネイトをアテーナーに比定したため、アテナイとも関係が深いとされた。
プラトンの『ティマイオス』と『クリティアス』では、サイスはソロンがアトランティスに関する話（ギリシアやエジプトを軍事的に侵略していたが、天災によって突然崩壊したこと）をエジプトの神官から聞いた都市とされている。ソロンがエジプトを訪れたのは紀元前590年のことで、プラトンがそれを著作に記したのは紀元前395年ごろ、ソロンのエジプト訪問から200年後のことだった。プラトンによると、アテナイとアトランティスを破壊したと言われている大洪水の前にアテーナーがサイスを作ったが、その大洪水ではギリシア中の都市が破壊されたが、サイスを含むエジプトの町は生き延びたという。プラトンはまた、ファラオであるイアフメス2世の生誕地がサイスだったとしている。
プルタルコスは、エジプトではイシスがミネルウァ（アテーナー）と同一視されているとし、サイスにあるその神殿には「私はかつてあり、今もあり、これからもある全てである。そして私のヴェールを人間が引き上げたことはない」という碑文があったとしている。
エジプト新王国時代後期（紀元前1100年頃）より古い遺跡はほとんど現存していない。これは日干しれんがが建材として使われていたため、後世の農民がそれを肥料に転用したためである。